# Christian Beham
Christian „Christel“ Beham (* 6. März 1906 in Oberdorf, Bayern; † 4. April 1945 im KZ Mittelbau-Dora) war ein  KPD-Funktionär in Dresden und Widerstandskämpfer gegen den Nationalsozialismus.

## Leben
Beham kam als eines von zwei Kindern des Waldarbeiters Rugert Beham im bayerischen Oberdorf zur Welt. Der Vater starb als Soldat im Ersten Weltkrieg, sodass Beham schon früh zum Lebensunterhalt der Familie beitragen musste. Er verdiente sich Geld als Hütejunge. Als seine Mutter kurz nach Ende des Ersten Weltkriegs verstarb, verließ Beham sein Dorf und arbeitete als Land- und Bauarbeiter. Er kam 1928 nach Dresden, ließ sich in der Friedrichstadt nieder und begann als Gelegenheitsarbeiter tätig zu werden. Er verlor im Zuge der Weltwirtschaftskrise 1929 seine Arbeit.
Unter Einfluss von Otto Kipp, Arno Winkler und anderen wurde Beham 1929 Mitglied der KPD und Mitglied der KPD-Stadtteilleitung Dresden-Friedrichstadt. Er galt als „einer der aktivsten Funktionäre in der Stadtteilleitung Dresden-Friedrichstadt“. Unter anderem war er an der Herstellung und Verteilung der Zeitung Der Scheinwerfer (KPD-Betriebszeitung bei Seidel & Naumann) und der Straßenzeitung Der rote Stern beteiligt. Kurz vor der Machtergreifung der Nationalsozialisten gehörte Beham zu den Dresdnern, die im Januar 1933 meterhohe Losungen der KPD an Häuserwände malten, illegal Plakate klebten und Flugblätter verteilten. Nach der Machtergreifung wurde Beham 1933 verhaftet und in das KZ Hohnstein gebracht. Nach seiner Entlassung 1934 wurde Beham dem Autobahnbau zugeteilt, war jedoch weiterhin im Widerstand aktiv, so stand er im Kontakt zur Widerstandsgruppe um Lea und Hans Grundig.
Beham wurde 1937 erneut verhaftet und nach zahlreichen Verhören und Misshandlungen durch die Gestapo im Jahr 1939 zu vier Jahren Zuchthaus verurteilt, die er im Zuchthaus Waldheim verbrachte; 1942 wurde er in das KZ Buchenwald deportiert, wo er von der SS als Lagerältester II eingesetzt wurde und sich aktiv am Widerstand beteiligte. Er kam von dort unter anderem mit Albert Kuntz, Heinz Schneider und Arno Winkler in das Zweiglager Dora, arbeitete in der unterirdischen V-Waffen-Fabrik und gehörte „zur Leitung der illegalen Arbeit zur Störung der Kriegsproduktion“. Nach Augenzeugenberichten eines Lagerhäftlings wurde Beham mit anderen Häftlingen am 4. April 1945 im Lager Dora durch die SS erschossen. Eine andere Quelle spricht davon, dass er durch den Strang starb, da er einen Befehl der SS verweigerte, sowjetische Leidensgenossen zu hängen.

## Gedenken

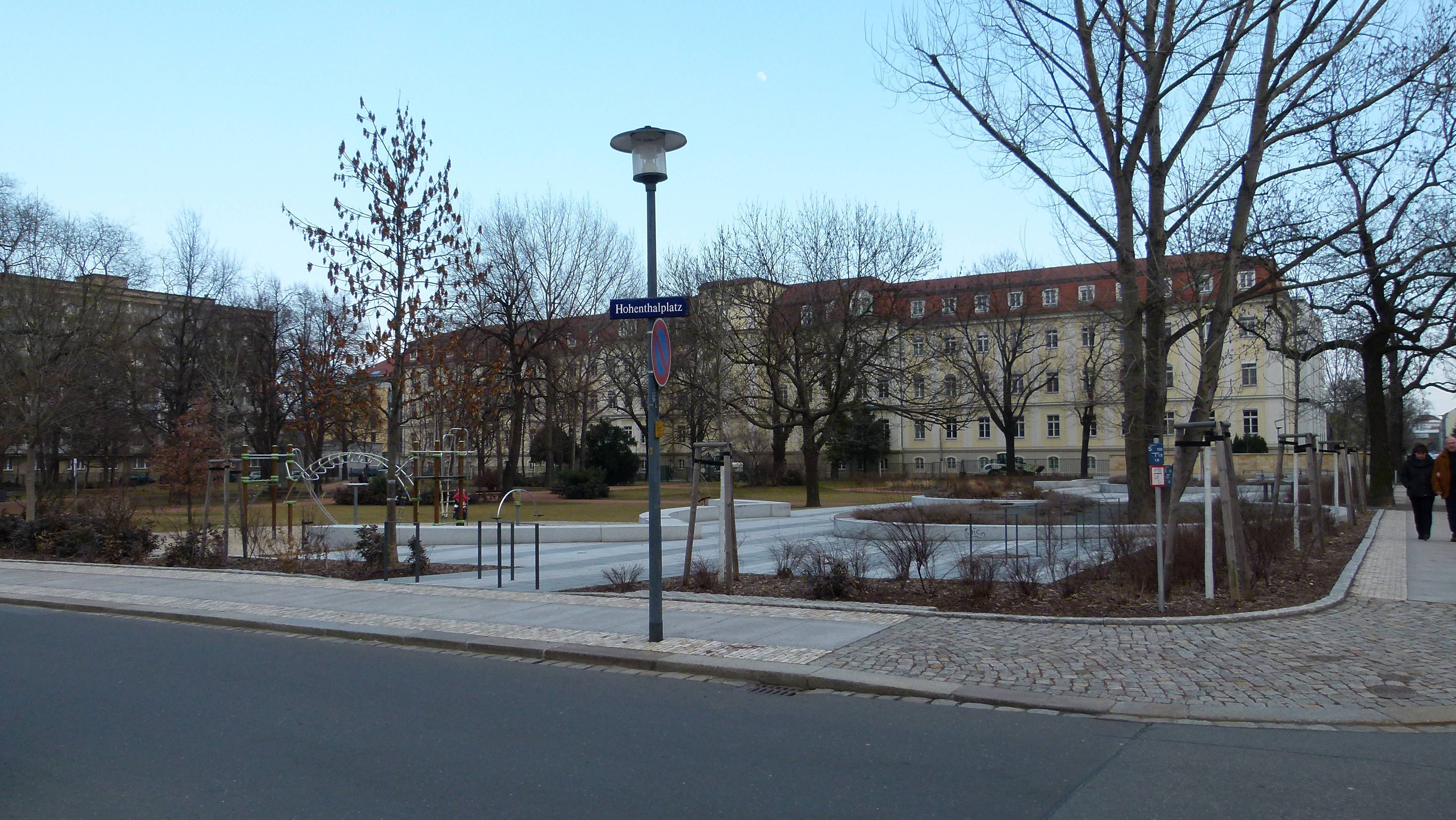
Der Hohenthalplatz in Dresden, von 1946 bis 1993 Christian-Beham-Platz

Von 1946 bis 1993 trug der Hohenthalplatz in Dresden den Namen Christian-Beham-Platz. Die 17. Polytechnische Oberschule in der Dresdner Friedrichstadt trug den Ehrennamen „Christian Beham“; nach der Wende wurde sie die 17. Mittelschule.
Auguste Lazar, die mit Beham seit den 1930er-Jahren bekannt war, berichtet in ihrer Autobiografie Arabesken. Aufzeichnungen aus bewegter Zeit auch von Behams Zeit im Zuchthaus Waldheim, so von einem Zusammentreffen von Beham und Martin Mutschmann.
Das Tafelbild von Hans Grundig „Den Opfern des Faschismus“ (2. Fassung, 1946/48; in der Sammlung der Dresdner Gemäldegalerie Neue Meister) enthält eine Inschrift mit drei Namen, darunter Christel Beham.